# 三次市
三次市（日语：／ Miyoshi shi */?）為廣島縣北部的主要城市，屬於備北地區。
轄區北部屬於中國山地，南部為平坦的農業地區。

## 人口
| 三次市人口分布圖 |                                               |  |
| 三次市與日本全國年齡別人口分布比較圖 （2005年資料） | 三次市的年齡、男女別人口分布圖 （2005年資料） |  |
| ■紫色是三次市 ■綠色是全国 | ■藍色是男性 ■紅色是女性                       |  |
| 三次市人口變化 \| 1970年 \| 65,561人 \| \| \| 1975年 \| 64,190人 \| \| \| 1980年 \| 63,582人 \| \| \| 1985年 \| 64,089人 \| \| \| 1990年 \| 63,596人 \| \| \| 1995年 \| 62,910人 \| \| \| 2000年 \| 61,635人 \| \| \| 2005年 \| 59,314人 \| \| \| 2010年 \| 56,605人 \| \| \| 2015年 \| 53,615人 \| \| \| 2020年 \| 50,681人 \| \| |                                               |  |
| 資料來源：日本總務省統計中心提供之人口普查數據 |                                               |  |
| 1970年 | 65,561人                                      |  |
| 1975年 | 64,190人                                      |  |
| 1980年 | 63,582人                                      |  |
| 1985年 | 64,089人                                      |  |
| 1990年 | 63,596人                                      |  |
| 1995年 | 62,910人                                      |  |
| 2000年 | 61,635人                                      |  |
| 2005年 | 59,314人                                      |  |
| 2010年 | 56,605人                                      |  |
| 2015年 | 53,615人                                      |  |
| 2020年 | 50,681人                                      |  |

## 歷史
轄區大部分地區在過去屬於吉備國，在7世紀時吉備國被分割成四國後，屬於備後國；此外轄區內有部分地區過去是屬於安藝國。
室町時代為山名氏的領地，但在戰國時代成為尼子氏和大內氏主要的戰場，最後在毛利元就崛起後成為毛利氏的統治範圍。關原之戰後，成為廣島藩的領地，先後由福島正則和淺野氏統治。1632年廣島藩在此成立支藩三次藩（三次淺野藩），直到1720年廢除，恢復由廣島藩治理。
明治維新後，現在的主要市區在西城川兩側分別屬於三次町和十日市町兩個行政區劃，並逐漸發展成雙子城的市區，最後在1954年合併為三次市。

### 沿革
- 1889年4月1日：實施町村制，現在的轄區在當時分屬：
  - 三次郡：三次町、原村、河內村、酒河村、川地村、八次村、君田村、布野村、作木村、板木村。
  - 三谿郡：神杉村、田幸村、和田村、川西村、吉舎村、八幡村、三良坂村、萩原村。
  - 高田郡：粟屋村。
  - 甲奴郡：梶田村、西野村、福田村、本鄉村、有田村、太郎丸村、知和村、抜湯村、安田村。
  - 世羅郡：廣定村、上田村、津名村。
- 1891年6月10日：川西村大字糸井被併入田幸村。
- 1895年10月1日：梶田村、西野村、福田村、本鄉村合為甲奴村。
- 1896年11月7日：上田村改名為上山村。
- 1898年10月1日：三次郡和三谿郡合併為雙三郡。
- 1912年11月1日：有田村、太郎丸村、知和村、抜湯村、安田村合併為上川村。
- 1917年5月1日：原村改制並改名為十日市町。
- 1917年10月1日：吉舎村改制為吉舎町。
- 1921年6月1日：三良坂村改制為三良坂町。
- 1932年1月1日：三良坂町和萩原村合併為新設置的三良坂町。
- 1937年3月1日：十日市町和八次村合併為新設置的十日市町。
- 1948年12月1日：河內村的大字日下、三原和大字山家字鄉川被併入三次町。
- 1950年3月1日：粟屋村改隸屬雙三郡。
- 1950年9月1日：高田郡甲立町（現已合併為安藝高田市）的大字秋町被併入川地村。
- 1953年2月11日：吉舎町和八幡村合併為新設置的吉舎町。
- 1954年3月31日：十日市町、三次町、粟屋村、神杉村、河內村、酒河村、田幸村、和田村合併為三次市。
- 1955年3月31日：
  - 上川村被廢除，部分轄區與甲奴村合併為甲奴町，其餘轄區被併入吉舎町。
  - 板木村與上山村的部份轄區與津名村的敷名地區合併為三和町。
- 1956年9月30日：川地村被併入三次市。
- 1958年2月11日：川西村被併入三次市。
- 1958年10月10日：甲奴町與廣定村合為新設置的甲奴町。
- 2004年4月1日：三次市和君田村、布野村、作木村、吉舎町、三良坂町、三和町、甲奴町合併為新設置的三次市。

### 變遷表
| 1889年4月1日               | 1889年 - 1926年                   | 1926年 - 1954年             | 1926年 - 1954年             | 1955年 - 1989年              | 1955年 - 1989年              | 1989年 - 現在              | 現在                       |  |
| -------------------------- | --------------------------------- | --------------------------- | --------------------------- | ---------------------------- | ---------------------------- | -------------------------- | -------------------------- |  |
| 津名村                     | 津名村                            | 津名村                      | 津名村                      | 1955年3月31日 合併為世羅西町 | 1955年3月31日 合併為世羅西町 | 2004年10月1日 合併為世羅町 | 2004年10月1日 合併為世羅町 |  |
| 津名村                     | 津名村                            | 津名村                      | 津名村                      | 1955年3月31日 合併為三和町   | 1955年3月31日 合併為三和町   | 2004年4月1日 合併為三次市  | 2004年4月1日 合併為三次市  |  |
| 上田村                     | 1896年11月7日 改名為上山村        | 1896年11月7日 改名為上山村  | 1896年11月7日 改名為上山村  | 1955年3月31日 合併為三和町   | 1955年3月31日 合併為三和町   | 2004年4月1日 合併為三次市  | 2004年4月1日 合併為三次市  |  |
| 板木村                     |                                   |                             |                             | 1955年3月31日 合併為三和町   | 1955年3月31日 合併為三和町   | 2004年4月1日 合併為三次市  | 2004年4月1日 合併為三次市  |  |
| 吉舎村                     | 1917年10月1日 吉舎町              | 1953年2月11日 合併為吉舎町  | 1953年2月11日 合併為吉舎町  | 1953年2月11日 合併為吉舎町   | 吉舎町                       | 2004年4月1日 合併為三次市  | 2004年4月1日 合併為三次市  |  |
| 八幡村                     |                                   | 1953年2月11日 合併為吉舎町  | 1953年2月11日 合併為吉舎町  | 1953年2月11日 合併為吉舎町   | 吉舎町                       | 2004年4月1日 合併為三次市  | 2004年4月1日 合併為三次市  |  |
| 知和村                     | 1912年1101日 合併為上川村         | 1912年1101日 合併為上川村   | 1912年1101日 合併為上川村   | 1955年3月31日 併入吉舎町     | 吉舎町                       | 2004年4月1日 合併為三次市  | 2004年4月1日 合併為三次市  |  |
| 太郎丸村                   | 1912年1101日 合併為上川村         | 1912年1101日 合併為上川村   | 1912年1101日 合併為上川村   | 1955年3月31日 併入吉舎町     | 吉舎町                       | 2004年4月1日 合併為三次市  | 2004年4月1日 合併為三次市  |  |
| 1955年3月31日 合併為甲奴町 | 1912年1101日 合併為上川村         | 1912年1101日 合併為上川村   | 1912年1101日 合併為上川村   |                              |                              | 2004年4月1日 合併為三次市  | 2004年4月1日 合併為三次市  |  |
| 安田村                     | 1912年1101日 合併為上川村         | 1912年1101日 合併為上川村   | 1912年1101日 合併為上川村   | 1955年3月31日 併入吉舎町     | 1955年3月31日 併入吉舎町     | 2004年4月1日 合併為三次市  | 2004年4月1日 合併為三次市  |  |
| 安田村                     | 1912年1101日 合併為上川村         | 1912年1101日 合併為上川村   | 1912年1101日 合併為上川村   | 1955年3月31日 合併為甲奴町   | 1958年10月10日 合併為甲奴町  | 2004年4月1日 合併為三次市  | 2004年4月1日 合併為三次市  |  |
| 抜湯村                     | 1912年1101日 合併為上川村         | 1912年1101日 合併為上川村   | 1912年1101日 合併為上川村   | 1955年3月31日 合併為甲奴町   | 1958年10月10日 合併為甲奴町  | 2004年4月1日 合併為三次市  | 2004年4月1日 合併為三次市  |  |
| 有田村                     | 1912年1101日 合併為上川村         | 1912年1101日 合併為上川村   | 1912年1101日 合併為上川村   | 1955年3月31日 合併為甲奴町   | 1958年10月10日 合併為甲奴町  | 2004年4月1日 合併為三次市  | 2004年4月1日 合併為三次市  |  |
| 梶田村                     | 1895年10月1日 合併為甲奴村        | 1895年10月1日 合併為甲奴村  | 1895年10月1日 合併為甲奴村  | 1955年3月31日 合併為甲奴町   | 1958年10月10日 合併為甲奴町  | 2004年4月1日 合併為三次市  | 2004年4月1日 合併為三次市  |  |
| 西野村                     | 1895年10月1日 合併為甲奴村        | 1895年10月1日 合併為甲奴村  | 1895年10月1日 合併為甲奴村  | 1955年3月31日 合併為甲奴町   | 1958年10月10日 合併為甲奴町  | 2004年4月1日 合併為三次市  | 2004年4月1日 合併為三次市  |  |
| 福田村                     | 1895年10月1日 合併為甲奴村        | 1895年10月1日 合併為甲奴村  | 1895年10月1日 合併為甲奴村  | 1955年3月31日 合併為甲奴町   | 1958年10月10日 合併為甲奴町  | 2004年4月1日 合併為三次市  | 2004年4月1日 合併為三次市  |  |
| 本鄉村                     | 1895年10月1日 合併為甲奴村        | 1895年10月1日 合併為甲奴村  | 1895年10月1日 合併為甲奴村  | 1955年3月31日 合併為甲奴町   | 1958年10月10日 合併為甲奴町  | 2004年4月1日 合併為三次市  | 2004年4月1日 合併為三次市  |  |
| 廣定村                     |                                   |                             |                             |                              | 1958年10月10日 合併為甲奴町  | 2004年4月1日 合併為三次市  | 2004年4月1日 合併為三次市  |  |
| 君田村                     |                                   |                             |                             |                              |                              | 2004年4月1日 合併為三次市  | 2004年4月1日 合併為三次市  |  |
| 作木村                     |                                   |                             |                             |                              |                              | 2004年4月1日 合併為三次市  | 2004年4月1日 合併為三次市  |  |
| 布野村                     |                                   |                             |                             |                              |                              | 2004年4月1日 合併為三次市  | 2004年4月1日 合併為三次市  |  |
| 川地村                     | 川地村                            | 川地村                      | 川地村                      | 1956年9月30日 併入三次市     | 1956年9月30日 併入三次市     | 2004年4月1日 合併為三次市  | 2004年4月1日 合併為三次市  |  |
| 粟屋村                     | 粟屋村                            | 粟屋村                      | 1954年3月31日 合併為三次市  | 1954年3月31日 合併為三次市   | 1954年3月31日 合併為三次市   | 2004年4月1日 合併為三次市  | 2004年4月1日 合併為三次市  |  |
| 三次町                     |                                   |                             | 1954年3月31日 合併為三次市  | 1954年3月31日 合併為三次市   | 1954年3月31日 合併為三次市   | 2004年4月1日 合併為三次市  | 2004年4月1日 合併為三次市  |  |
| 河內村                     | 河內村                            | 1948年12月1日 併入三次町    | 1954年3月31日 合併為三次市  | 1954年3月31日 合併為三次市   | 1954年3月31日 合併為三次市   | 2004年4月1日 合併為三次市  | 2004年4月1日 合併為三次市  |  |
| 河內村                     | 河內村                            | 河內村                      | 1954年3月31日 合併為三次市  | 1954年3月31日 合併為三次市   | 1954年3月31日 合併為三次市   | 2004年4月1日 合併為三次市  | 2004年4月1日 合併為三次市  |  |
| 原村                       | 1917年5月1日 改名並改制為十日市町 | 1937年3月1日 合併為十日市町 | 1954年3月31日 合併為三次市  | 1954年3月31日 合併為三次市   | 1954年3月31日 合併為三次市   | 2004年4月1日 合併為三次市  | 2004年4月1日 合併為三次市  |  |
| 八次村                     |                                   | 1937年3月1日 合併為十日市町 | 1954年3月31日 合併為三次市  | 1954年3月31日 合併為三次市   | 1954年3月31日 合併為三次市   | 2004年4月1日 合併為三次市  | 2004年4月1日 合併為三次市  |  |
| 酒河村                     |                                   |                             | 1954年3月31日 合併為三次市  | 1954年3月31日 合併為三次市   | 1954年3月31日 合併為三次市   | 2004年4月1日 合併為三次市  | 2004年4月1日 合併為三次市  |  |
| 神杉村                     |                                   |                             | 1954年3月31日 合併為三次市  | 1954年3月31日 合併為三次市   | 1954年3月31日 合併為三次市   | 2004年4月1日 合併為三次市  | 2004年4月1日 合併為三次市  |  |
| 和田村                     |                                   |                             | 1954年3月31日 合併為三次市  | 1954年3月31日 合併為三次市   | 1954年3月31日 合併為三次市   | 2004年4月1日 合併為三次市  | 2004年4月1日 合併為三次市  |  |
| 田幸村                     |                                   |                             | 1954年3月31日 合併為三次市  | 1954年3月31日 合併為三次市   | 1954年3月31日 合併為三次市   | 2004年4月1日 合併為三次市  | 2004年4月1日 合併為三次市  |  |
| 川西村                     | 川西村                            | 川西村                      | 川西村                      | 1958年2月11日 併入三次市     | 1958年2月11日 併入三次市     | 2004年4月1日 合併為三次市  | 2004年4月1日 合併為三次市  |  |
| 三良坂村                   | 1921年6月1日 三良坂町             | 1932年1月1日 合併為三良坂町 | 1932年1月1日 合併為三良坂町 | 1932年1月1日 合併為三良坂町  | 1932年1月1日 合併為三良坂町  | 2004年4月1日 合併為三次市  | 2004年4月1日 合併為三次市  |  |
| 萩原村                     |                                   | 1932年1月1日 合併為三良坂町 | 1932年1月1日 合併為三良坂町 | 1932年1月1日 合併為三良坂町  | 1932年1月1日 合併為三良坂町  | 2004年4月1日 合併為三次市  | 2004年4月1日 合併為三次市  |  |

## 交通

### 鐵路
以三次車站為主要車站，從廣島車站有快速列車可到此，此外也是福鹽線車站。
- 西日本旅客鐵道
  - 藝備線：（←原市） - 下和知車站 - 鹽町車站 - 神杉車站 - 八次車站 - 三次車站 - 西三次車站 - 志和地車站 - 上川立車站 - （安藝高田市→）
  - 福鹽線：（←府中市） - 甲奴車站 - 梶田車站 - 備後安田車站 - 吉舎車站 - 三良坂車站 - 鹽町車站
  - 三江線（已廢線）：（←島根縣邑南町） - 伊賀和志車站 - （島根縣邑南町） - 香淀車站 - （安藝高田市） - 長谷車站 - 粟屋車站 - 尾關山車站 - 三次車站

|  |  |
|  |  |
|  |  |

### 道路
高速道路
- 中國自動車道：三次系統交流道 - 三次交流道 - 江之川休息區
- 尾道自動車道：甲奴交流道 - 吉舎交流道 - 三次系統交流道
- 松江自動車道：三次系統交流道

## 觀光資源

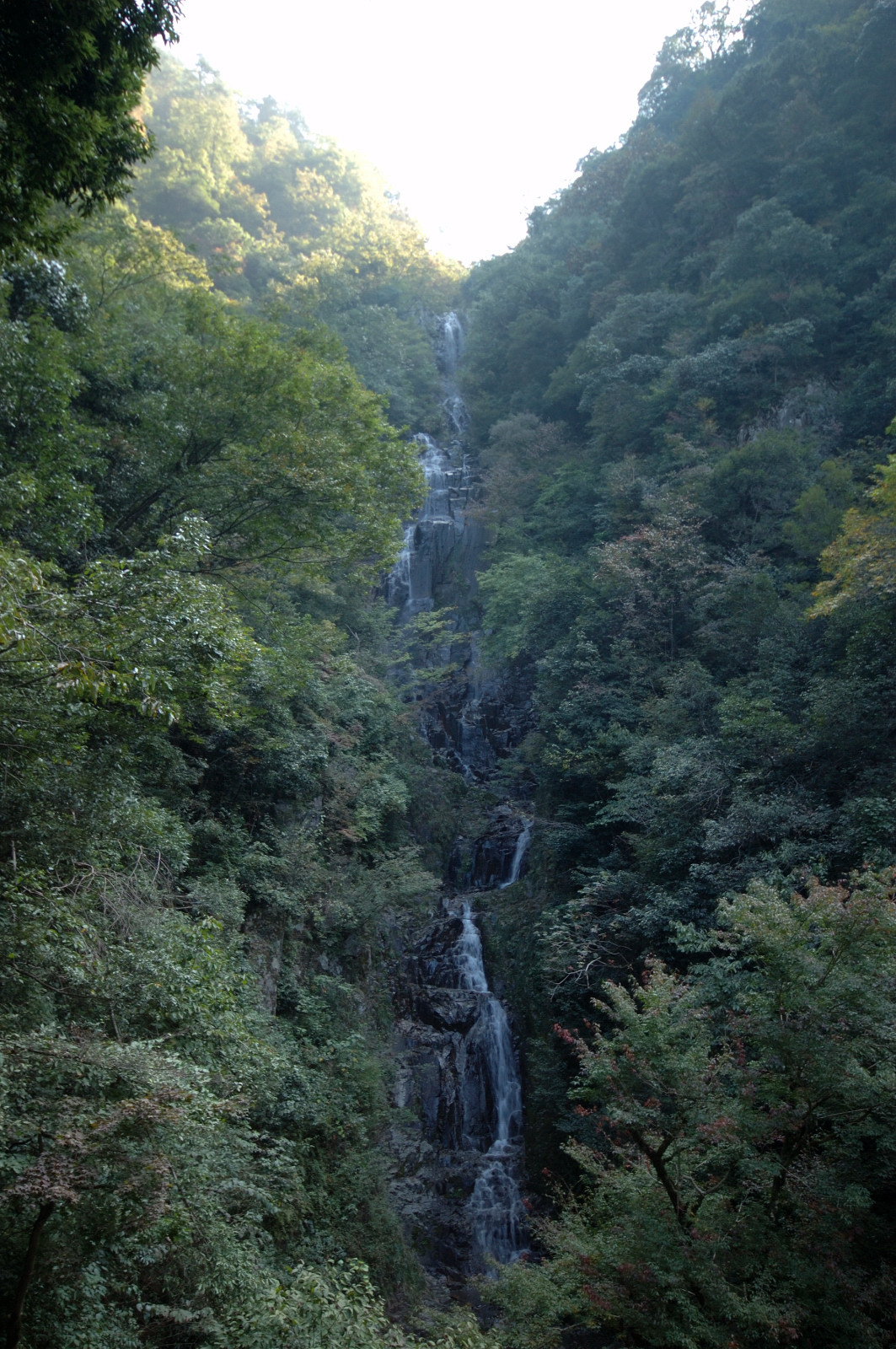
常清瀑布

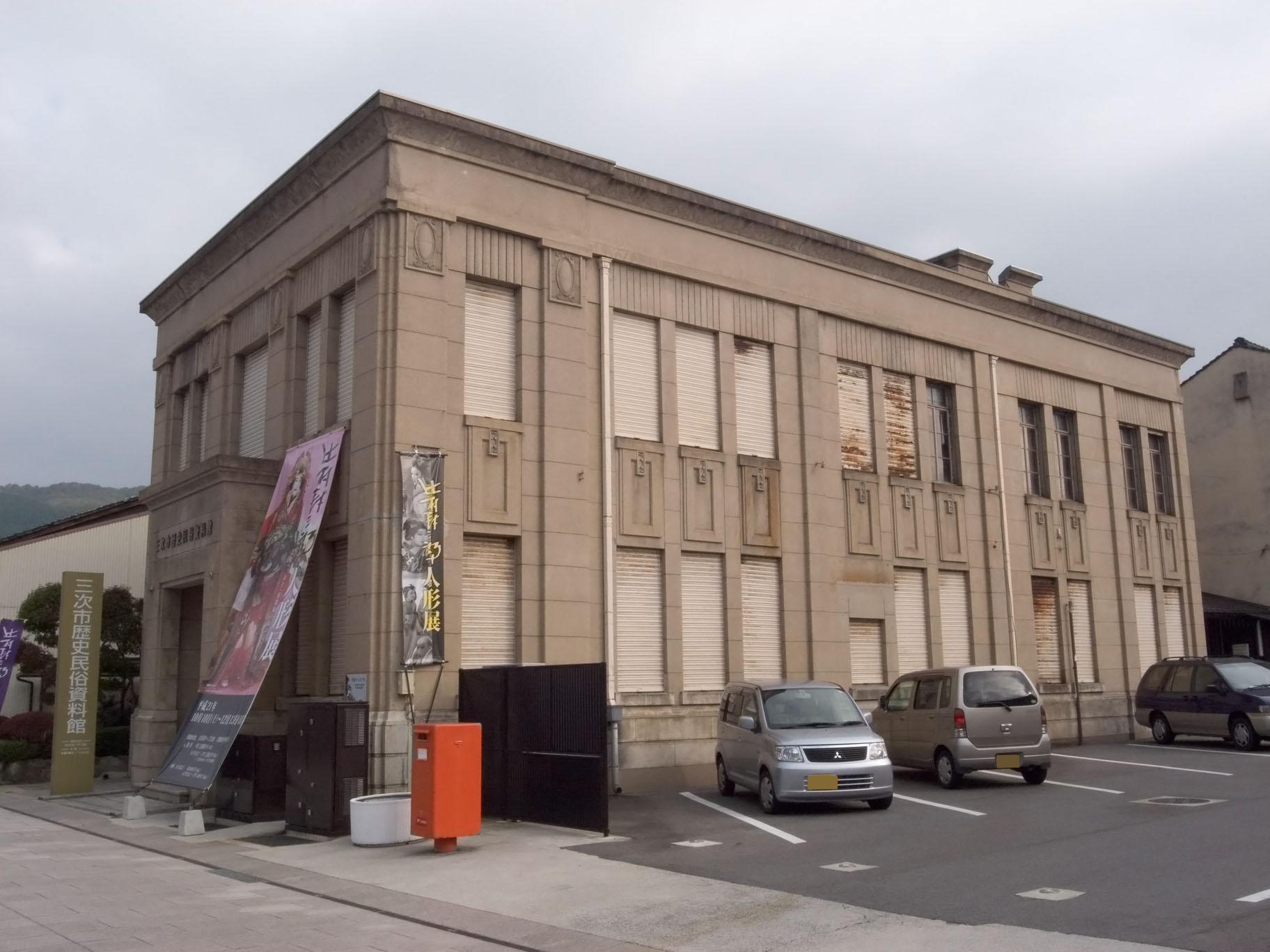
三次市歷史民俗資料館

### 景點
- 常清瀑布（日本瀑布百選之一）
- 鳳源寺
- 太歲神社
- 運甓居
- 尾關山公園
- 若宮公園・若宮八幡神社
- 住吉神社
- 三次市歷史民俗資料館

### 祭典
- 三次櫻花祭
- 祇園祭

## 教育

### 高等學校
- 廣島縣立三次高等學校
- 廣島縣立三次青陵高等學校
- 廣島縣立日彰館高等學校

### 特殊學校
- 廣島縣立庄原特別支援學校三次粟屋分校

## 姊妹、友好都市

### 海外
- 雨城區（中華人民共和國四川省雅安市）
於1992年10月6日締結為姊妹都市
- 阿梅里克斯（美國喬治亞州薩姆特縣）
於1995年5月18日締結為姊妹都市
- 泗川市（大韓民國慶尚南道）
於1992年5月25日與三千浦市締結為姊妹都市，1995年5月10日三千浦市與泗川郡合併為泗川市，兩市於2001年5月24日重新締結姊妹都市。

## 三次市出身的名人
- 辻村壽三郎：人形作家
- 奧田元宋：畫家
- 成世昌平：民謠歌手
- 門前眞佐人：前職業棒球選手
- 岩本義行：前職業棒球選手
- 原伸次：前職業棒球選手
- 二岡智宏：前職業棒球選手
- 大田泰示：職業棒球選手
- 福原忍：職業棒球選手
- 永川勝浩：職業棒球選手
- 梵英心：職業棒球選手
- 永川光浩：職業棒球選手
- 田中大輔：職業棒球選手
- 竹村榮哉：前職業足球選手
- 中重勝：射撃國手、廣島縣警察
- 升田幸三：將棋棋士、實力制第四代名人，曾取得、名人、王將、九段頭銜
- 柏村武昭：前參議院議員
- 西尾大介：動畫導演
- 佐佐木梨繪：藝人
- 横山一敏：俳優
- 長谷部成彦：俳優

## 外部連結
- （日語） 三次觀光協會
- （日語） 三次商工會議所（页面存档备份，存于）
- （日語） JA三次（页面存档备份，存于）